# Jim Edmonds
Pour les articles homonymes, voir Edmonds.
James Patrick Edmonds (né le 27 juin 1970 à Fullerton, Californie) est un joueur américain des Ligues majeures de baseball. Il a commencé sa carrière en 1993 et met un terme à sa carrière en février 2011.
Il a remporté la Série mondiale 2006 avec les Cardinals de Saint-Louis, huit Gants dorés pour un joueur de champ extérieur entre 1988 et 2005, un Bâton d'argent et a frappé au moins 30 circuits lors de cinq saisons. Il a de plus été sélectionné à quatre reprises pour le match des étoiles.

## Biographie
Le 14 décembre 2007, les Cardinals échangent Edmonds aux Padres de San Diego contre un jeune joueur de troisième but des ligues mineures, David Freese, qui deviendra l'un des artisans importants de la conquête de la Série mondiale 2011 par Saint-Louis.
Le 21 juin 2008, dans un match inter-ligue entre les Cubs et les White Sox de Chicago, au Wrigley Field, Edmonds a cogné deux coups de circuit dans la même manche, le premier contre le lanceur Jose Contreras et le second contre Boone Logan. Il devenait le troisième joueur des Cubs après Sammy Sosa et Mark Belhorn à réussir cet exploit.
Après la saison 2008, il se retrouve agent libre et aucune équipe ne fait appel à ses services. Après une année sabbatique en 2009, il signe en janvier 2010 un contrat des ligues mineures avec les Brewers de Milwaukee, qui invitent le vétéran de 39 ans à leur camp d'entraînement printanier.
Edmonds dispute 73 parties avec les Brewers durant la saison 2010. Il frappe pour ,286 avec 8 circuits et 20 points produits. Il joue au passage son 2000e match en MLB. Le 9 août, il est échangé aux Reds de Cincinnati contre le voltigeur Chris Dickerson.
À nouveau agent libre après la saison 2010, Jim Edmonds est rapatrié par les Cardinals de Saint-Louis, qui lui font signer en février 2011 un contrat des ligues mineures, bien que le vétéran ait été opéré quatre mois plus tôt au talon d'achille. Il annonce sa retraite du baseball le 18 février 2011.
Jim Edmonds est candidat à l'élection au Temple de la renommée en 2016 mais sa candidature n'est appuyée que par 2,5 pour cent des membres de l'Association des chroniqueurs de baseball d'Amérique ayant rempli un bulletin de vote, sous la barre des 5 pour cent requis pour être candidat l'année suivante.

## Statistiques de joueur
| Statistiques de frappeur |            |            |      |      |      |      |     |    |     |      |    |    |     |      |       |       |       |
| Saison                   | Équipe     | Ligue      | G    | AB   | R    | H    | 2B  | 3B | HR  | RBI  | SB | CS | BB  | SO   | BA    | OBP   | SLG   |
| 1993                     | CAL        | MLB        | 18   | 61   | 5    | 15   | 4   | 1  | 0   | 4    | 0  | 2  | 2   | 16   | 0,246 | 0,270 | 0,344 |
| 1994                     | CAL        | MLB        | 94   | 289  | 35   | 79   | 13  | 1  | 5   | 37   | 4  | 2  | 30  | 72   | 0,273 | 0,343 | 0,377 |
| 1995                     | CAL        | MLB        | 141  | 558  | 120  | 162  | 30  | 4  | 33  | 107  | 1  | 4  | 51  | 130  | 0,290 | 0,352 | 0,536 |
| 1996                     | CAL        | MLB        | 114  | 431  | 73   | 131  | 28  | 3  | 27  | 66   | 4  | 0  | 46  | 101  | 0,304 | 0,375 | 0,571 |
| 1997                     | ANA        | MLB        | 133  | 502  | 82   | 146  | 27  | 0  | 26  | 80   | 5  | 7  | 60  | 80   | 0,291 | 0,368 | 0,500 |
| 1998                     | ANA        | MLB        | 154  | 599  | 115  | 184  | 42  | 1  | 25  | 91   | 7  | 5  | 57  | 114  | 0,307 | 0,368 | 0,506 |
| 1999                     | ANA        | MLB        | 55   | 204  | 34   | 51   | 17  | 2  | 5   | 23   | 5  | 4  | 28  | 45   | 0,250 | 0,339 | 0,426 |
| 2000                     | STL        | MLB        | 152  | 525  | 129  | 155  | 25  | 0  | 42  | 108  | 10 | 3  | 103 | 167  | 0,295 | 0,411 | 0,583 |
| 2001                     | STL        | MLB        | 150  | 500  | 95   | 152  | 38  | 1  | 30  | 110  | 5  | 5  | 93  | 136  | 0,304 | 0,410 | 0,564 |
| 2002                     | STL        | MLB        | 144  | 476  | 96   | 148  | 31  | 2  | 28  | 83   | 4  | 3  | 86  | 134  | 0,311 | 0,420 | 0,561 |
| 2003                     | STL        | MLB        | 137  | 447  | 89   | 123  | 32  | 2  | 39  | 89   | 1  | 3  | 77  | 127  | 0,275 | 0,385 | 0,617 |
| 2004                     | STL        | MLB        | 153  | 498  | 102  | 150  | 38  | 3  | 42  | 111  | 8  | 3  | 101 | 150  | 0,301 | 0,418 | 0,643 |
| 2005                     | STL        | MLB        | 142  | 467  | 88   | 123  | 37  | 1  | 29  | 89   | 5  | 5  | 91  | 139  | 0,263 | 0,385 | 0,533 |
| 2006                     | STL        | MLB        | 110  | 350  | 52   | 90   | 18  | 0  | 19  | 70   | 4  | 0  | 53  | 101  | 0,257 | 0,350 | 0,471 |
| 2007                     | STL        | MLB        | 117  | 365  | 39   | 92   | 15  | 2  | 12  | 53   | 0  | 2  | 41  | 75   | 0,252 | 0,325 | 0,403 |
| Totaux                   | 15 saisons | 15 saisons | 1814 | 6272 | 1154 | 1801 | 395 | 23 | 362 | 1121 | 63 | 48 | 919 | 1587 | 0,287 | 0,379 | 0,531 |